# Crudia klainei
Crudia klainei är en ärtväxtart som beskrevs av De Wild.. Crudia klainei ingår i släktet Crudia, och familjen ärtväxter. Inga underarter finns listade i Catalogue of Life.